# Женская сборная Шотландии по хоккею на траве
Женская сборная Шотландии по хоккею на траве — женская сборная по хоккею на траве, представляющая Шотландию на международной арене; только на Олимпийских играх Шотландия в женском хоккее на траве представлена несколькими игроками, входящими в объединённую женскую сборную Великобритании. Управляющим органом сборной выступает Шотландский союз хоккея на траве (англ. Scottish Hockey Union).
Сборная занимает (по состоянию на 16 июня 2014) 16-е место в рейтинге Международной федерации хоккея на траве (FIH).

## Результаты выступлений

### Чемпионат мира по хоккею на траве
- 1983 — 8-е место
- 1986 — 10-е место
- 1998 — 10-е место
- 2002 — 12-е место

### Мировая лига
- 2012/13 — 18-е место
- 2014/15 —

### Игры Содружества
- 1998 — ниже 4-го места (не ранжировано)
- 2002 — 6-е место
- 2006 — 6-е место
- 2010 — 7-е место
- 2014 — 6-е место

### Чемпионат Европы
- 1984 — 6-е место
- 1987 — 6-е место
- 1991 — 5-е место
- 1995 — 6-е место
- 1999 — 6-е место
- 2003 — 7-е место
- 2005 — 7-е место
- 2007 Challenge II -
- 2009 — 8-е место
- 2011 Challenge II -
- 2013 — 6-е место

### Чемпионат мира по индорхоккею
- 2003 — не участвовали
- 2007 — 8-е место
- 2011—2015 — не участвовали